# Hamid Ezzine
Hamid Ezzine (in arabo حميد الزين‎?; 5 ottobre 1983) è un atleta marocchino.
Ha partecipato ai Giochi di Pechino 2008, di Londra 2012 e di Rio de Janeiro 2016, gareggiando nei 3000 metri siepi.
Ha vinto 1 bronzo ai Giochi del Mediterraneo del 2013.
È il fratello del mezzofondista Ali Ezzine.